# La Blessure, la vraie
 (février 2012).
- Si vous ne connaissez pas le sujet, laissez ce bandeau (vous pouvez alors contacter les auteurs).
- Si vous supprimez le contenu mis en cause (vous pouvez préalablement contacter les auteurs),

argumentez précisément cette suppression dans la page de discussion
(un manque de référence n'est pas un argument ; une recherche réelle de référence doit avoir été effectuée, être formellement documentée).
La Blessure la vraie est un roman de François Bégaudeau, paru en 2011.

## Présentation

### Résumé
« Toujours j'ai donné le change, mais aujourd'hui me trouve las d'esquiver et pressé d'admettre qu'en effet il y a quelque chose qu'il ne faut plus tarder à raconter.
Le temps est venu quoi qu'il m'en coûte de remonter à la blessure.
De remonter à 86.
À l'été 86. »

C'est l'histoire de François, communiste tendance léniniste, bien plus fort en anglais que ses copains — il a eu 17,1 de moyenne au troisième trimestre et peut traduire toutes les paroles des chansons. Il est littéraire, sensible et souffre d'un manque prégnant de confiance en lui, certainement aggravé par l'expérience philosophique qu'il vivra en regardant cette oie, qui le regarde, et par là même mène François à l'extrême conscience de sa propre existence : 

« Je me rends compte que cette oie existe, et dans le reflet de cette existence la mienne prend une acuité inédite. J'existe et c'est là que les difficultés commencent. Avant c'était plus calme. »

 À tel point que François pense que sa vie serait plus facile sans lui.
Cet été-là, celui de ses quinze ans, le narrateur vient passer les vacances dans la maison de Saint-Michel-en-l'Herm où ses parents ont vécu quinze ans, son frère quatorze, sa sœur neuf et lui sept, et que la famille occupe pendant les vacances scolaires depuis qu'elle a déménagé à Nantes en septembre soixante dix-huit.
Mais beaucoup de choses ont changé. Déjà le « Nantais » s'ennuie pour la première fois devant la finale de Wimbledon. Il a pris sept centimètres en huit mois, et puis il a la voix plus grave, « quoique pas assez à son goût », et du duvet sous le nez qu'il coupe aux ciseaux parce qu'il a manqué de courage (commander un rasoir électrique pour son anniversaire). Il a fini de boire des Monaco, il est passé à la bière blonde, et il renonce à son motobécane à double plateaux dont il était si fier l'an dernier en le déballant du carton CAMIF (parents enseignants obligent). Et puis il y a toujours les autos tamponneuses, mais le comportement a changé, l'objectif étant d'accoster les filles, soit en sautant dans leur voiture au moment du départ, soit en carambolant de pleine face une voiture de filles « avec un coup de rein final mimétique substitutif de l'acte sexuel ».

D'ailleurs ces changements sont la cause ou la conséquence, peu importe, de la quête de François, celle qui oriente tous ses actes de l'été 86 et qui s'impose à lui, telle une véritable devise : « Je dois m'élever au rang supérieur, l'été ne se passera pas sans que je couche. » Mais le « Nantais » n'a pas toute la vie devant lui, l'urgence de cette nécessité le taraude. Et s'il ne peut mener à bien sa quête qu'en solitaire, il faut quand même que ses copains sachent qu'il y est parvenu : 

« moi je veux pas me cacher puisque je veux que ça se sache, c'est 50 % de la motivation. Que ça se sache et en finir avec ce poids qui pèse qui pèse, le poids de ne pas être complètement un homme »

.
Mais François qui, pas plus tard que l'an dernier, prenait la descente des coteaux en montant, peut-être parce qu'il avait encore le temps, maintenant préfère la descente, sans les mains et sans pédalage, comme sur une mobylette, et toujours « serein décontracté cool, la panique c'est pour les mômes, tout va bien se passer, je suis prêt, ce sera l'été de ma vie ».

### Personnages principaux (par ordre d'apparition)
Tony Moreau : On ne le trouve nulle part que Chez Gaga, le bar du village, entre le baby foot et les coupes de l'Association sportive michelaise. « Même pisser on le voit jamais ».
Tony prend toujours les joueurs rouges, « Quand on lui demande pourquoi il dit c'est la couleur de l'anus de ta sœur quand j'y serai passé ».
Il gagne tout le temps et malgré sa position relativement statique, il est au courant de tout ce qui se passe.
Joe, le meilleur ami de François : Il ne change jamais de vêtements, « il a atterri avec, short nylon noir et débardeur rouge », et cela ne l'empêche pas de remporter un franc succès avec les filles.
Peut-être parce que Joe est tranquille serein cool, qu'il ne s'excuse jamais, qu'il ne dit jamais ni bonjour ni au revoir et qu'il n'est jamais gêné (contrairement à François qui, lui, est très souvent gêné, ce qui se traduit par un débit ininterrompu de paroles et l'amène donc à avoir des conversations avec les filles).
D'ailleurs François aime bien quand Joe le rend complice de ses mensonges, et d'autant plus quand ils impliquent des filles. « C'est comme si j'avais moi-même fait un détour par la ferme du père Botreau et emmené derrière le talus la Madonna de Saint-Michel-en-l'Herm ».
Et puis Joe ne fixe pas de rendez-vous, ou s'il en fixe il n'y va pas, parce que là où il se trouve il se passe forcément quelque chose, sinon c'est qu'il n'y est pas.
Tipaul : Enfant issu d'un viol, il fut recueilli par le prêtre du village.
Malgré les années, il est resté un enfant. Tipaul a l'âge de conduire une mobylette mais pas les neurones pour nommer les choses correctement. C'est un adjuvant parce qu'il renvoie toujours François à ses contradictions (être bon ou faire passer sa devise avant tout).
Eddy : Il a seize ans et vient de perdre sa mère qui était caissière au Leclerc de Montluçon.
Il est le roi des vannes, surtout sur le physique, il peut se le permettre puisqu'il est le contraire de beau et n'a donc rien à perdre dans ce domaine. Il a deux trous à place des canines, une tignasse de pouilleux et des ongles « que de mémoire d'ancien du village on n'a jamais vu propres ».
Stéphane : Il est en pension toute l'année au Lycée professionnel de La Roche-sur-Yon, où il enrichit surtout son répertoire musical, et chaque été il en fait profiter les copains.
Cette année il a un débardeur à l'effigie de Bob Marley, un bracelet anti-sueur aux couleurs de l’Éthiopie et une carte de l'Afrique en pendentif. Bien entendu il écoute la musique correspondante dans sa voiture.
Cédric : Il fait trois bises, est fan de hard rock et a sa dent de devant toute noire à la suite d'une consommation élevée de sucettes au cola depuis le CE1, remplacées par des Gitane depuis son entrée en CAP chaudronnerie à Luçon.
Ce qui ne l'empêchera pas de séduire les filles, ou plutôt une, ce qui permet à François d'en déduire une leçon de vie :"Au fond tout est question de confiance en soi, quand tu comprends ça tu comprends tout. L'auto persuasion persuade les autres."
Greg dit « Greg le râteau » : Il y a plusieurs périodes dans la genèse de Greg le râteau, la période où il traduit son envie de nouer un contact avec les filles en leur jetant des pierres, ce qui lui évite de paniquer en leur présence; celle où il accoste les filles mais se prend inéluctablement des râteaux; et celle où il se prend toujours des râteaux mais les devance avec un second degré qui les fait rire, mais on ne séduit pas une fille en la faisant rire, ni en devenant son confident d'ailleurs.
Thierry Maraud : Il fréquentait l'école des curés, ce qui lui a valu insultes et jets de pierres, mais il est devenu plus sympathique que catholique.
Il prête volontiers sa mobylette et sort avec une fille depuis deux étés.
Il n'est pas moche bien que tous les catholiques le soient, sauf Blaise Pascal (dont François a apporté Les Pensées mais qui ne les ouvrira pas des vacances, sûrement par manque de temps).
Antoine Lamoricière : Principal rival de François au tournoi de tennis qui a lieu tous les ans.
Il habite le centre d'Angers et vient passer les vacances dans la villa à cinq étages de sa grand-mère, située à La Tranche-sur-Mer.
Il s'est mis à la page, normal il est riche, donc il porte cette année un large short noir.
François l'a battu à la finale du tournoi de l'an dernier, "Il est mieux classé mais j'avais tous les damnés de la terre derrière moi, tous les forçats de la faim". Et bien sûr le Nantais communiste n'a pas manqué de le traiter de "suppôt du capital", même si le sens profond de l'expression reste encore obscur pour lui.

### Les filles, par ordre de classement sur la liste de François
Charlotte, la "bourge", peut-être une sainte, pas une sainte révolutionnaire, mais une sainte sainte, et il vaut mieux la barrer sur la liste.
Cathy Meunier, la petite sœur de Cédric, qui comme sa situation l'indique est beaucoup trop jeune (elle a treize ans, quinze moins deux ans) et François ne fait pas dans le baby-sitting.
Mylène Caillaux, placée dans la case « dernier recours » parce qu'avec elle, c'est trop facile. Il ne faut devoir sa victoire qu'à soi-même.
En plus, François était assis à côté d'elle en dernière année de maternelle, elle puait et avait des poux. Et pour ces bonnes raisons, lui et ses copains passaient devant Mylène en se bouchant le nez et l'enfermaient parfois dans le placard à jouets pour la mettre en quarantaine, ce qui fait dire au narrateur, lucide, que l'enfance, elle n'a pas dû trop apprécier.
Sandrine Botreau, sujet de masturbation de François, mais avec qui cela s'annonce difficile étant données les positions politiques de son père qui soutient le maire Divers droite, elle est quand même notée prioritaire.
Stéphanie Lemercier, copine de Thierry depuis deux étés, et qui remet en question la loyauté de François vis-à-vis de son copain. Elle habite aussi à Nantes, mais n'a jamais proposé à François de sortir avec elle, comme elle le lui avait promis. En douze mois sa poitrine a doublé de volume et elle a déjà la peau cuivrée. Entre elle et François, il y a la fibre Loire-Atlantique, c'est-à-dire une grosse complicité, et un minimum de loyauté.
Céline la Messine, elle est folle de Cédric, mais qui, une fois bourré à la Kronenbourg, peut sauter sur n'importe qui, ce qui laisse une chance de récupérer sa copine.
Et pour finir, la femme philosophe du village, la mère Baquet, qui ne manque pas d'exprimer son opinion, elle éclaire d'ailleurs quelques situations plutôt ténébreuses : "On entre dans Saint-Michel, cimetière à droite abattoirs à gauche, la mère Baquet dit que certains Michelais on se demande dans lequel des deux ils vont finir."

## Analyse et commentaire

### Les thèmes principaux
François Bégaudeau observe ses personnages adolescents évoluer dans leurs lieux de rencontre de prédilection : le bar, la plage, les autos tamponneuses, le bal disco du 14 juillet et se souvient de ses 15 ans.
François Bégaudeau fait de cette jeunesse une guerre qui n'en finit jamais et peut prendre divers aspects.
Tout d'abord cette guerre se révèle à travers la cruauté, cruauté physique des jeux d'enfants, quand François s'est vu bombarder de prunes la pauvre Sandrine Botreau, devenue maintenant la jeune fille maquillée que Joe culbute derrière la fontaine et cruauté plus verbale des adolescents qui rivalisent de bonnes vannes.
Il y a aussi l'opposition entre la gent masculine et la gent féminine dont François n'a de cesse de rappeler son ignorance. Il n'en a embrassé que trois et n'a jamais touché le sexe d'une fille, ni avec le doigt ni avec rien du tout. Et cette ignorance conduit le narrateur à relayer des préjugés sur les filles qui ne manquent pas de faire sourire par leur naïveté et leur tendresse. Par exemple : "Les hommes peuvent coucher beaucoup et jusque très vieux, le plus dur est de commencer", tandis que pour les filles, qui mûrissent plus vite, et que les garçons ne parviennent peut-être jamais à rattraper, c'est plus compliqué, à cause des bébés. Il y a aussi un fait notoire chez les filles, elles rigolent tout le temps : "Les filles se marrent en permanence c'est agaçant à la fin. Ève était pas comme ça, qu'est-ce qui s'est passé entre-temps ?" Ou encore, François part du principe que les filles ne pensent jamais au sexe, il concède d'ailleurs que c'est son handicap majeur.
Et puis l'adolescence, c'est aussi une vraie lutte de classes, qui n'échappe pas aux yeux léninistes du narrateur. Selon lui, les bourges ont des corps vigoureux et une saine dentition, surtout Charlotte. "C'est pourquoi la dictature du prolétariat se donne pour objectif de les exproprier de leur capital santé pour le redistribuer aux pauvres." C'est-à-dire ceux qui ont des boutons sur la lèvre, ou l'haleine viciée à cause de leur dent noire. Et puis Charlotte doit être anticommuniste puisqu'elle sourit à tout le monde sauf à François. Et bien sûr, il y a la caste des hommes virils, ceux qui savent y faire avec les filles, et ceux qui se débattent avec leurs craintes; leurs doutes et finissent par avoir des conversations avec elles, phénomène rare chez les copains du « Nantais ».
Mais il y a aussi et surtout les guerres intérieures du narrateur englué dans ses doutes et ses contradictions. Ainsi tout au long de cette lecture haletante, François oscille entre l'urgence de son projet, qui prend parfois le dessus et le pousse à être cruel, et sa bonté naturelle. Pour lui, par exemple, le plus difficile est de quitter une fille afin de libérer la place et enchaîner avec une autre qui sera plus utile à son projet "Avec Émilie l'an dernier j'ai pas pu, cette cruauté-là j'arrive pas". À la bonté s'ajoute la culpabilité, comme quand il rencontre Tipaul et sa mobylette cassée : "J'ai peur d'être tenté de l'aider et de perdre du temps pour ce que j'ai à faire. La glu de la culpabilité. C'est le moment d'être cruel à peu de frais, ça me fera un entraînement pour le reste."
De toute façon c'est un été cruel, et c'est le narrateur qui le dit.
Enfin il y a l'incessant affrontement entre désir et crainte, stratégie et rencontre d'un véritable amour. Avec Émilie, celle de l'été dernier, c'est compliqué parce qu'elle ne veut coucher qu'avec un garçon qui éprouve de l'amour pour elle : "Je ne me remettrai avec elle que si je n'ai rien trouvé d'ici là. Je ne veux pas me bloquer comme l'an dernier." Mais quand le moment de se lancer arrive, le Nantais repousse, doute et redoute, convaincu des vertus de l'assurance masculine (qu'il n'a pas) sur la gent féminine. En effet l'assurance laisse présager un savoir-faire sexuel, selon la psychologue d'une émission télévisée. C'est comme la foi chez Pascal, il faut simuler l'assurance pour qu'elle vienne.
Et puis, même s'il veut coucher et surtout que ça se sache, il y a aussi le véritable amour, celui qui nous tombe dessus (ou des étoiles qui surplombent les lumières des auto-tamponneuses), "l'amour éternel que même la cendre ne réduit pas en cendres".
Pourtant l’ado a déjà échafaudé son programme : "se délester de cette charge qui pèse" avant la rentrée de septembre. Pressé de s’émanciper, il met en place des stratégies, qui virent parfois à la corvée, mise sur plusieurs tableaux, joue de malchance, avant d’entamer enfin une romance imprévue, la vraie, avec Julie, qui va changer ses plans et libérer en lui une sentimentalité poétique inattendue. Mais c’est sans compter sur les détours accidentels et contretemps malheureux qui vont compliquer son drolatique et douloureux apprentissage amoureux.

## Prolongements
Une adaptation en deux parties est réalisée par Abdellatif Kechiche. La première partie sort en 2018, sous le titre Mektoub, my love: canto uno.